# Illumination de Köhler
L'illumination de Köhler est un système d'illumination des échantillons en microscopie optique (transmission et réflexion) introduit  en 1893 par  August Köhler,.

## Problématique
Les précédentes techniques d'illumination (illumination critique) produisaient une image de la source sur le spécimen, rendant l'illumination hétérogène et réduisant ainsi la qualité de l'image. Différentes méthodes, comme l'utilisation d'un diffuseur optique,  peuvent être utilisées pour rendre plus diffuse l'image de la source mais ont l'inconvénient de réduire la luminosité de la source.

## Principe
Dans le cas de l'illumination de Köhler, l'image de la source est produite dans le plan du diaphragme d'ouverture du condenseur. L'image de la source n'est donc pas superposée à celle de l'échantillon. Ainsi défocalisée, chaque point de la source illumine tout l'objet, rendant l'illumination uniforme.
Le réglage consiste à assurer  : 
- la conjugaison des différents plans images de l'objet (diaphragme de champ, échantillon, caméra, etc.)
- la conjugaison des différents plans images de la source (source, diaphragme d'ouverture du condenseur, etc.)